# Masha Slamovich
Ann Khozine (russo: Анна Хозина, Anna Khozina; Moscou, 18 de junho de 1998) é uma lutadora profissional russo-americana. Ela trabalha atualmente para a Total Nonstop Action Wrestling (TNA), onde foi uma vez campeã mundial das Knockouts da TNA. Além disso, foi três vezes campeã mundial de duplas das Knockouts da TNA. Slamovich também compete no circuito independente e é a atual campeã mundial JCW em seu primeiro reinado na Game Changer Wrestling (GCW).

## Início de vida
Ann Khozine nasceu em Moscou, Rússia, e possui cidadania dupla, dos EUA e da Rússia. Ela começou a treinar como lutadora profissional aos 16 anos, sob a orientação de Johnny Rodz. Em 2021, ela obteve um diploma em justiça criminal.

## Carreira na luta livre profissional

### Circuito independente (2016–presente)
Em 2016, Khozine fez sua estreia no ringue no Japão, lutando em um show independente de wrestling feminino chamado Reina sob o nome de ringue Skinripper. Ela também apareceu em outras promoções, como Pro Wrestling Wave e World Woman Pro-Wrestling Diana. Em fevereiro de 2020, ela retornou ao Japão e treinou no Marvelous Dojo sob a orientação de Chigusa Nagayo. Devido à pandemia de COVID-19, Slamovich permaneceu no Japão e fez uma turnê com a Marvelous ao longo do ano. Em 2019, Slamovich estreou na Russian Independent Wrestling Federation (IWF), retornando à promoção em 2022. Ela perdeu para Ivan Markov em uma luta intergênero no IWF Strike 119, que foi transmitido em 10 de fevereiro de 2022.
Em 3 de dezembro de 2021, Slamovich fez sua estreia na Expect The Unexpected Wrestling (ETU), sendo derrotada por Billie Starkz. Em 9 de setembro de 2022, ela competiu em um torneio de uma noite com dez lutadores para coroar o primeiro campeão do ETU Keys To The East. O torneio também contou com Mike Bailey, Akira, Alec Price, Gabriel Skye, Brandon Kirk, Scoot Andrews, Danny Demanto, Marcus Mathers e Matt Tremont. Masha derrotou Brandon Kirk na primeira rodada, seguida de uma vitória sobre Mike Bailey na semifinal. Slamovich derrotou Marcus Mathers na final do torneio para ser coroada a campeã inaugural.
Em 2 de janeiro de 2023, no evento 56 Nights da Game Changer Wrestling (GCW), Slamovich derrotou Cole Radrick e, mais tarde naquela noite, venceu uma battle royal "Do or Die" para se tornar a desafiante nº 1 pelo Campeonato Mundial GCW. Em 17 de março, Slamovich derrotou Nick Gage no Eye for an Eye para conquistar o título, tornando-se a primeira mulher na história da empresa a fazê-lo. Em 4 de junho, Slamovich defendeu o Campeonato Mundial GCW contra Rina Yamashita no Cage of Survival 2, mas perdeu o título para Blake Christian, que usou seu Brass Ring para garantir uma oportunidade de título a qualquer momento, transformando a luta em uma triple threat.
Em 10 de fevereiro de 2024, Slamovich venceu o 16º torneio anual Jersey J-Cup, onde derrotou o campeão mundial JCW, Jordan Oliver, na final, conquistando o título no processo. Em 4 de janeiro de 2025, no evento Tokyo Joshi Pro '25 da Tokyo Joshi Pro-Wrestling, Slamovich fez equipe com Zara Zakher e lutou contra 121000000 (Maki Itoh e Miyu Yamashita) pelo Campeonato de Duplas Princess, mas a dupla de Slamovich acabou perdendo.

### Westside Xtreme Wrestling (2022–presente)
Slamovich competiu no torneio Femmes Fatales da Westside Xtreme Wrestling (wXw), fazendo sua primeira aparição na edição de 2022, onde derrotou Ava Everett na primeira rodada, Anastasia Bardot nas semifinais e ficou em segundo lugar, perdendo para Aliss Ink na final. Em 11 de novembro de 2023, no Broken Rules XXI, ela conquistou o título feminino do wXw ao derrotar Ava Everett em uma luta Last Woman Standing. Em 23 de dezembro de 2023, no wXw 23rd Anniversary, Slamovich enfrentou Robert Dreissker em uma luta winner-takes-all válida também pelo wXw Unified World Wrestling Championship. Dreissker venceu a luta e unificou ambos os títulos, aposentando o Campeonato Feminino do wXw.

### Impact Wrestling / Total Nonstop Action Wrestling

#### Buscas por campeonatos (2019-2023)
Slamovich fez sua primeira aparição no Impact Wrestling durante o episódio de 14 de junho de 2019 do Impact!, onde perdeu para Havok. Ela também apareceu no episódio de 29 de junho do Xplosion, onde foi derrotada por Jordynne Grace. Slamovich retornou ao Impact Wrestling em 17 de setembro de 2021, durante o evento Knockouts Knockdown, onde desafiou sem sucesso Deonna Purrazzo, que na época era campeã AAA Reina de Reinas e campeã mundial das Knockouts do Impact, em uma luta sem título em jogo. Após impressionar os oficiais do Impact Wrestling, a integrante do Hall da Fama Gail Kim apareceu após a luta, em um segmento não exibido, e ofereceu um contrato a Slamovich com a promoção.
Durante a primeira metade de 2022, Slamovich manteve uma sequência invicta, derrotando várias jobbers, além das Knockouts contratadas, como Alisha e Havok. No episódio de 1º de setembro do Impact!, na luta principal, Slamovich derrotou Deonna Purrazzo para se tornar a desafiante número 1 ao Campeonato Mundial das Knockouts do Impact, que estava em posse de Jordynne Grace. Slamovich enfrentou Grace pelo título em 7 de outubro, no Bound for Glory, mas foi derrotada, encerrando assim sua sequência de vitórias.
Em 13 de janeiro de 2023, no Hard To Kill, Slamovich derrotou Deonna Purrazzo, Killer Kelly e Taylor Wilde em uma luta four-way para se tornar a desafiante número 1 ao Campeonato Mundial das Knockouts do Impact. Em 24 de fevereiro, no No Surrender, Slamovich desafiou Mickie James pelo Campeonato Mundial das Knockouts, mas não teve sucesso. Em 16 de abril, no Rebellion, Slamovich lutou pelo Team Bully e perdeu uma luta Hardcore War de quintetos contra o Team Dreamer.

#### MK Ultra (2023–2024)
No episódio de 11 de maio do Impact!, Slamovich derrotou Killer Kelly ao conseguir um pinfall enquanto estava presa na submissão Killer Clutch da adversária, embora Kelly tenha se recusado a soltar a submissão após a luta. Algumas semanas depois, em 25 de maio e durante o evento Under Siege, as duas foram vistas brigando pelo meio da plateia, usando uma corrente como arma. Em 9 de junho, no Against All Odds, Slamovich derrotou Kelly em uma luta dog collar. No episódio de 22 de junho do Impact!, Slamovich virou face e se aliou a Kelly.
Em 15 de julho, no Slammiversary, Slamovich e Kelly, agora conhecidas como MK Ultra, derrotaram The Coven (KiLynn King e Taylor Wilde) para conquistar o Campeonato Mundial de Duplas das Knockouts do Impact. Elas mantiveram os títulos até 13 de janeiro de 2024, no Hard To Kill, quando perderam para Havok e Rosemary, mas os reconquistaram um mês depois. Em 8 de março, no Sacrifice, Slamovich e Kelly foram derrotadas por Spitfire (Dani Luna e Jody Threat), encerrando seu reinado após 14 dias. Após a luta, Slamovich traiu Kelly e a atacou, encerrando a MK Ultra.

#### The System (2024)
Em abril de 2024, The System tentou convencer Slamovich a fazer dupla com Alisha Edwards para lutar pelo Campeonato Mundial de Duplas das Knockouts da TNA. No Countdown to Rebellion, após Spitfire reter os títulos contra Decay (Havok e Rosemary), Slamovich e Edwards confrontaram Spitfire na entrada da arena. Em 3 de maio, no Under Siege, Slamovich e Edwards derrotaram Spitfire para conquistar o Campeonato Mundial de Duplas das Knockouts da TNA, marcando o terceiro reinado de Slamovich com o título. No Victory Road, Slamovich defendeu o Campeonato Mundial de Duplas das Knockouts da TNA ao lado de Tasha Steelz (que substituiu Alisha Edwards, impossibilitada de competir por razões médicas) contra Spitfire, mas foram derrotadas. Após a luta, Alisha e Steelz traíram Slamovich e a atacaram, expulsando-a de The System e fazendo com que Slamovich virasse face no processo.

#### Campeã Mundial dasKnockouts(2024–presente)
Em 26 de outubro, no Bound for Glory, Slamovich derrotou Jordynne Grace para conquistar o Campeonato Mundial das Knockouts da TNA pela primeira vez. Em 29 de novembro, no Turning Point, Slamovich venceu Grace em uma luta de duas quedas para reter o título. Em 13 de dezembro, no Final Resolution, Slamovich derrotou Tasha Steelz em uma luta Falls Count Anywhere para continuar como campeã. No Genesis, Slamovich manteve o Campeonato Mundial das Knockouts da TNA ao derrotar Rosemary em uma luta Clockwork Orange House of Fun.

## Títulos e prêmios

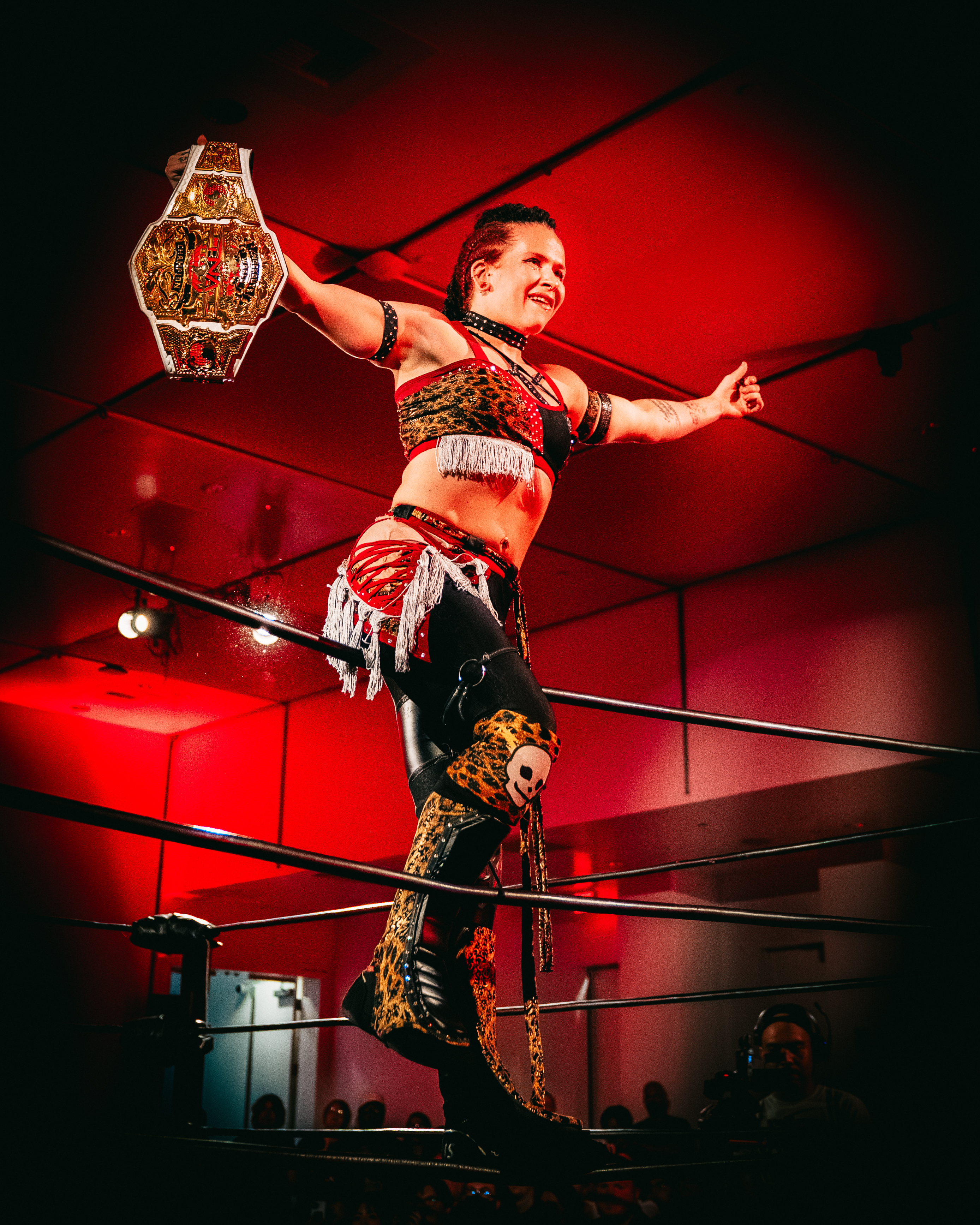
Slamovich foi uma vez campeã mundial das Knockouts da TNA.

- AAW: Professional Wrestling Redefined
  - AAW Women's Championship (1 vez)[46]
- Atomic Legacy Wrestling
  - ALW Hardcore Championship (1 vez)
- Combat Fights Unlimited
  - CFU Undisputed Championship (1 vez)[47]
- ESPN
  - ESPN a colocou em #27ª dos 30 melhores lutadores profissionais com menos de 30 anos em 2023[48]
- Expect The Unexpected Wrestling
  - ETU Keys To The East Championship (1 vez)
  - Torneio pelo ETU Keys To The East Championship (2022)[7]
- Fight Life Pro Wrestling
  - Fight Life World Championship (1 vez)
- Game Changer Wrestling
  - GCW World Championship (1 vez)[9][49]
  - JCW World Championship (1 vez, atual)[11]
  - Do or Die Rumble (2023)[8]
  - Jersey J-Cup (2024)[11]
- Global Syndicate Wrestling
  - GSW Women's World Championship (1 vez, inaugural, final)[47]
  - GSW Soul of Syndicate Championship (1 vez, inaugural)[47]
- International Wrestling Syndicate
  - IWS World Women's Championship (1 vez, atual)
- Impact Wrestling / Total Nonstop Action Wrestling
  - Campeonato Mundial das Knockouts da TNA (1 vez)
  - Campeonato Mundial de Duplas das Knockouts do Impact (3 vezes) – com Killer Kelly (2) e Alisha Edwards (1)
  - Prêmio de Fim de Ano da Impact (2 vezes)
    - Dupla do Ano das Knockouts (2023) com Killer Kelly[50]
    - Luta do Ano (2024 - vs. Jordynne Grace no Bound for Glory)
- Lucha Memes
  - Battle of Coacalco (2022)
- Pro Wrestling Illustrated
  - PWI a colocou na #14ª posição das 150 melhores lutadoras individuais no PWI Women's 150 em 2022[51]
  - PWI a colocou na #15ª posição dos 500 melhores lutadoras individuais no PWI 500 em 2023[52]
- Sports Illustrated
  - Sports Illustrated a classificou como #10ª dos 10 melhores lutadores de 2022[53]
- Top Talent Wrestling
  - TTW Championship (1 vez)
- Victory Pro Wrestling
  - VPW Women's Championship (1 vez)[47]
- West Coast Pro Wrestling
  - West Coast Pro Women's Championship (1 vez)[54]
  - Queen of Indies (2023)[55]
- Westside Xtreme Wrestling
  - wXw Women's Championship (1 vez, final)[16]